# Nops flutillus
Nops flutillus  (лат.) — вид мелких пауков рода Nops из семейства Caponiidae. Центральная Америка: остров Кюрасао на юге Карибского моря вблизи берегов Венесуэлы. Длина голотипа самца 5,79 мм (самка до 8,45 мм). На головогруди имеют только 2 глаза. 
Вид Nops flutillus был впервые описан в 1967 году американским арахнологом Артуром Чикерингом (1887—1974) вместе с таксонами Nops craneae, Nops gertschi, Nops largus, Nops simla, Nops sublaevis, Nops toballus, Nops ursumus и другими новыми видами. Таксон Nops flutillus включён в состав рода Nops MacLeay, 1839.